# Kępinka (województwo zachodniopomorskie)
Kępinka – kolonia śródleśna w Polsce położona w województwie zachodniopomorskim, w powiecie stargardzkim, w gminie Stargard.
Miejscowość leży na obszarze Puszczy Goleniowskiej.
W latach 1975–1998 miejscowość administracyjnie należała do województwa szczecińskiego.